# Машрыков, Керим Керимович
Керим Керимович Машрыков (15.02.1909, Акчукур — 07.07.1974) — советский геолог, академик АН Туркменской ССР (1959).

## Биография
Родился 15.02.1909 в селе Акчукур (Мангышлакский уезд, Закаспийская область).
С 1931 г. студент нефтяного института в Москве. Арестован 3 декабря 1934 «за участие в контрреволюционной националистической группе». Постановлением ОСО при НКВД СССР от 14 марта 1935 отправлен в ИТЛ сроком на 5 лет. Отбывал наказание на геологопоисковых работах в районе Печоры (1935—1939). Судимость снята 22 мая 1943 года, реабилитирован в 1956 году.
В 1939—1950 гг. работал в различных должностях в геологических производственных организациях.
В 1950—1959 гг. директор Института геологии АН Туркменской ССР. В 1957 году на геологическом факультете МГУ им. Ломоносова защитил диссертацию с присуждением учёной степени доктора геолого-минералогических наук.
В 1967—1970 гг. — ректор Туркменского государственного университета.
В 1970—1974 гг. — профессор Туркменского политехнического института.
В 1959—1967 гг. — вице-президент АН Туркменской ССР и одновременно председатель её отделения наук о Земле и физико-технических, химических наук.
Научные исследования посвящены геологии, стратиграфии и тектонике Туркменистана. Составил геологическую карту западной части Средней Азии (1968) и ряд палеогеографических карт этой территории. Автор монографии «Основы геологии Туркмении».
Академик АН Туркменской ССР (избран 5 июня 1959 г.). Заслуженный деятель науки Туркменской ССР. Награждён орденами Ленина и «Знак Почёта», медалью «За доблестный труд в Великой Отечественной войне», почётными грамотами Президиума Верховного Совета Туркменской ССР.
Скончался 7 июля 1974 года, похоронен на Ватутинском кладбище Ашхабада.